# Inmigración rumana en México
La comunidad rumana en México tiene entre sus miembros a profesionistas, concertistas, comerciantes, actores y actrices. Estos inmigrantes se concentran en su mayoría en la Ciudad de México, Querétaro, Veracruz, Quintana Roo y Tabasco. Según el censo 2020 del INEGI, hay 569 rumanos residiendo en México.

## Historia
Los primeros registros que se tienen de la presencia de rumanos en tierras mexicanas son de la segunda mitad del siglo XIX, fue un hombre al servicio de Maximiliano de Habsburgo; pero la primera oleada de estos inmigrantes de origen latino fue durante el período de la Segunda Guerra Mundial, huyendo de dicha guerra y por la persecución de un pequeño contingente con origen judío. Recientemente, se ha tenido una emigración constante de personas con aspiraciones actorales y relacionados con la música; pero principalmente destacando en la actuación.

## Flujos Migratorios
| 2000 | 126 |
| 2010 | 246 |
| 2020 | 569 |

Fuente: Estadísticas históricas de México 2009

## Rumanos notables

### Rumanos residentes en México
- Olga Constantinescu, clarinetista
- Mireya Feingold , odontóloga, presidenta ejecutiva de la Federación Mexicana de Universitarias (FEMU)[2] y madre del conductor Alan Tacher
- Fabienne Bradu, escritora de ascendencia rumana
- Joana Benedek, actriz
- Gheorghe Gruia, balonmanista y entrenador
- Andrea Noli, actriz francesa de ascendencia rumana
- Anca Mateescu, piragüista
- Luis Miguel Messianu, empresario de origen rumano
- Fanny Kaufman "Vitola", actriz y comediante canadiense, de padre rumano.

### Mexicanos de ascendencia rumana
- Alan Tacher, conductor.
- Humberto Elizondo, actor, hijo de la gran actriz y comediante Fanny Kaufman
- Mark Tacher, actor.